# René Lacoste
Jean René Lacoste, francoski tenisač in modni oblikovalec, * 2. junij 1904, Pariz, Francija, † 12. oktober, 1996, Pariz.
René Lacoste je nekdanja številka ena na moški teniški lestvici in zmagovalec sedmih posamičnih turnirjev za Grand Slam, še trikrat pa je zaigral v finalu, ob tem pa je osvojil tri turnirje za Grand Slam v konkurenci dvojic. Trikrat je osvojil Amatersko prvenstvo Francije ter po dvakrat Prvenstvo Anglije in Nacionalno prvenstvo ZDA, na turnirjih za Prvenstvo Avstralije pa ni tekmoval. Bil je eden izmed »Štirih mušketirjev«, četverice francoskih tenisačev, ki so bili v dvajsetih in tridesetih letih v teniškem vrhu, ostali trije so Jean Borotra, Jacques Brugnon in Henri Cochet. Z Borotrajem se je Lacoste kar petkrat pomeril v desetih finalih, dosegel pa je štiri zmage in en poraz, proti Cochetoju pa eno zmago in dva poraza. V konkurenci moških dvojic je dvakrat osvojil Amatersko prvenstvo Francije, enkrat Prvenstvo Anglije in bronasto medaljo na Olimpijskih igrah 1924 skupaj z Borotrajem. Leta 1976 so bili vsi »Štirje mušketirji« sprejeti v Mednarodni teniški hram slavnih.
Leta 1933 sta z Andréjem Gillierjem ustanovila podjetje La Société Chemise Lacoste. Poročil se je s Simone de la Chaume, znano golfistko, tudi njuna hči Catherine Lacoste je bila golfistka.

## Finali Grand Slamov posamično (10)

### Zmage (7)
| Leto | Turnir                           | Nasprotnik v finalu | Rezultat finala      |
| 1925 | Amatersko prvenstvo Francije     | Jean Borotra        | 7-5 6-1 6-4          |
| 1925 | Prvenstvo Anglije                | Jean Borotra        | 6-3 6-3 4-6 8-6      |
| 1926 | Nacionalno prvenstvo ZDA         | Jean Borotra        | 6-4 6-0 6-4          |
| 1927 | Amatersko prvenstvo Francije (2) | Bill Tilden         | 6-4 4-6 5-7 6-3 11-9 |
| 1927 | Nacionalno prvenstvo ZDA (2)     | Bill Tilden         | 11-9 6-3 11-9        |
| 1928 | Prvenstvo Anglije (2)            | Henri Cochet        | 6-1 4-6 6-4 6-2      |
| 1929 | Amatersko prvenstvo Francije (3) | Jean Borotra        | 6-3 2-6 6-0 2-6 8-6  |

### Porazi (3)
| Leto | Turnir                           | Nasprotnik v finalu | Rezultat finala     |
| 1924 | Prvenstvo Anglije                | Jean Borotra        | 1-6 6-3 1-6 6-3 4-6 |
| 1926 | Amatersko prvenstvo Francije     | Henri Cochet        | 2-6 4-6 3-6         |
| 1928 | Amatersko prvenstvo Francije (2) | Henri Cochet        | 7-5 3-6 1-6 3-6     |